# Nordre, Sudre, Austre och Vestre
Nordre, Sudre, Austre och Vestre, alternativt Nordre, Södre, Östre och Västre, är i nordisk mytologi de dvärgar som Oden och hans bröder placerar under de norra, södra, östra och västra kardinalpunkterna. Tillsammans upprätthåller de himlavalvet, skapat av jätten Ymers skalle.
De representerar antagligen de fyra vindarna, som även hänger ihop med de fyra hjortar som lever i världsträdet Yggdrasil. Jämförelser kan även göras med de fyra jättar som personifierar vindarna i grekisk mytologi.